# Viridictyna
Viridictyna is een geslacht van spinnen uit de  familie van de Dictynidae (kaardertjes).

## Soorten
- Viridictyna australis Forster, 1970
- Viridictyna kikkawai Forster, 1970
- Viridictyna nelsonensis Forster, 1970
- Viridictyna parva Forster, 1970
- Viridictyna picata Forster, 1970